# Warren (Pennsylvania)
Warren è un comune (city) degli Stati Uniti d'America, situato nello stato della Pennsylvania, nella contea di Warren, della quale è il capoluogo.